# Hluboká (Milhostov)
Hluboká (németül Nonnengrün) Milhostov község településrésze Csehországban a Karlovy Vary-i kerület Chebi járásában. Központi településétől 3.5 km-re északkeletre fekszik. A 2001-es népszámlálási adatok szerint 20 lakóháza és 46 lakosa van.

## Népesség
A település népességének változása:
| Lakosok száma | 352  | 263  | 236  | 257  | 258  | 86   | 64   | 45   | 46   | 38   |
|               | 1869 | 1890 | 1900 | 1921 | 1930 | 1961 | 1970 | 1991 | 2001 | 2021 |

1. ↑  Cseh Statisztikai Hivatal: https://www.czso.cz/csu/czso/vysledky-scitani-2021-otevrena-data (cseh nyelven). (Hozzáférés: 2022. november 1.)